# Dacnusa discolor
Dacnusa discolor är en stekelart som först beskrevs av Forster 1862.  Dacnusa discolor ingår i släktet Dacnusa och familjen bracksteklar. Arten är reproducerande i Sverige. Inga underarter finns listade i Catalogue of Life.